# Valverde-Enrique (kommunhuvudort)
Valverde-Enrique är en kommunhuvudort i Spanien.   Den ligger i provinsen Provincia de León och regionen Kastilien och Leon, i den norra delen av landet, 250 km nordväst om huvudstaden Madrid. Valverde-Enrique ligger 835 meter över havet och antalet invånare är 208.
Terrängen runt Valverde-Enrique är platt. Runt Valverde-Enrique är det mycket glesbefolkat, med 6 invånare per kvadratkilometer. Närmaste större samhälle är Valencia de Don Juan, 17,9 km väster om Valverde-Enrique. Trakten runt Valverde-Enrique består till största delen av jordbruksmark.